# Parque San Andrés
El Parque San Andrés es uno de los principales del noroccidente de Bogotá. Se encuentra ubicado muy cerca del Portal 80 del sistema de TransMilenio. El sector es llamado Bochica de la localidad de Engativá. La manera más fácil para llegar al parque es a través del sistema de transporte TransMilenio.

## Características
Dentro de sus terrenos se encuentran canchas de voleibol, baloncesto, futsal y tenis, pistas de trote y patinaje, un coliseo cubierto y campo de fútbol.
Los domingos y días festivos se realizan cursos y talleres, además regularmente existe programación de aeróbicos de 8.00 a. m. hasta la 1.00 p. m.
El parque está acondicionado para personas discapacitadas. Ha sido sede de juegos deportivos intercolegiales, distritales y torneos de la comunidad como de fútbol y baloncesto.
En las cercanías del parque se encuentra la Parroquia San Basilio Magno (Calle 80A N.º 101-00) y el Centro comercial Portal 80